# Gouvernement Thiéba
Burkina Faso
Zida Dabiré I
Le gouvernement Thiéba fut le gouvernement du Burkina Faso entre le 6 janvier 2016,,, et le 19 janvier 2019 .
Les autres ministres sont ensuite nommés le 12 janvier 2016. La composition est annoncée le 13 du même mois.
Le 20 février 2017, le gouvernement est remanié.
Il est également remanié en 2018.
Le gouvernement démissionne le 19 janvier 2019. Il est remplacé par le gouvernement Dabiré dont la composition est annoncée le 24 janvier 2019.

## Composition

### Premier ministre
| Portrait         | Fonction         | Titulaire | Titulaire        | Parti | Année                                 |
| ---------------- | ---------------- | --------- | ---------------- | ----- | ------------------------------------- |
| Paul Kaba Thieba | Premier ministre |           | Paul Kaba Thiéba | MPP   | du 6 janvier 2016 au 21 janvier 2019. |

### Ministres
| Fonction                                                                                | Titulaire | Titulaire                  | Parti | Année                       |
| --------------------------------------------------------------------------------------- | --------- | -------------------------- | ----- | --------------------------- |
| Ministre de l'Administration territoriale et de la Décentralisation                     |           | Siméon Savadogo            | MPP   | (depuis le 20 février 2017) |
| Ministre des Affaires étrangères, de la Coopération et des Burkinabès de l'extérieur    |           | Alpha Barry                | MPP   | ?                           |
| Ministre de la Défense et des anciens combattants                                       |           | Roch Marc Christian Kaboré | MPP   | (jusqu'au 20 février 2017)  |
| Ministre de la Défense et des anciens combattants                                       |           | Jean-Claude Bouda          | MPP   | ?                           |
| Garde des sceaux, ministre de la Justice, des Droits humains et de la Promotion civique |           | Bessolé René Bagoro        | MPP   | ?                           |
| Ministre de l'Économie, des Finances et du Développement                                |           | Rosine Sori-Coulibaly      | ?     | ?                           |
| Ministre de la Fonction publique, du Travail et de la Protection sociale                |           | Clément Sawadogo           | MPP   | ?                           |
| Ministre de l'Enseignement supérieur, de la Recherche scientifique et de l'Innovation   |           | Filiga Michel Sawadogo     | MPP   | (jusqu'au 20 février 2017)  |
| Ministre de l'Enseignement supérieur, de la Recherche scientifique et de l'Innovation   |           | Alkassoum Maiga            | MPP   | ?                           |
| Ministre de l'Éducation nationale et de l'Alphabétisation                               |           | Jean-Martin Coulibaly      | MPP   | ?                           |
| Ministre de l'Éducation nationale et de l'Alphabétisation                               |           | Stanislas Ouaro            | MPP   | ?                           |
| Ministre de la Santé :                                                                  |           | Smaïla Ouédraogo           | MPP   | ?                           |
| Ministre de la Santé :                                                                  |           | Nicolas Meda               | MPP   | ?                           |
| Ministre d'État, ministre de la Sécurité intérieure                                     |           | Simon Compaoré             | MPP   | ?                           |
| Ministre de l'Agriculture et de l'Aménagement hydraulique                               |           | Jacob Ouedraogo            | ?     | ?                           |
| Ministre de l'Eau et de l'Assainissement                                                |           | Niouga Ambroise Ouédraogo  | ?     | ?                           |
| Ministre des Infrastructures                                                            |           | Éric Bougouma              | MPP   | ?                           |
| Ministre de l'Énergie                                                                   |           | Alpha Omar Dissa           | MPP   | ?                           |
| Ministre des Mines et des Carrières                                                     |           | Oumarou Idani              | MPP   | (depuis le 20 février 2017) |
| Ministre des Transports, de la Mobilité urbaine et de la Sécurité routière              |           | Souleymane Soulama         | MPP   | ?                           |
| Ministre du Commerce, de l'Industrie et de l'Artisanat                                  |           | Stéphane Sanou             | ?     | ?                           |
| Ministre des Ressources animales et hydrauliques                                        |           | Somanogo Koutou            | ?     | ?                           |
| Ministre du Développement de l'Économie numérique et des Postes :                       |           | Aminata Sana Congo         | ?     | (jusqu'au 20 février 2017)  |
| Ministre du Développement de l'Économie numérique et des Postes :                       |           | Hadja Fatimata Ouattara    | ?     | ?                           |
| Ministre de la Jeunesse, de la Formation et de l'Insertion professionnelle              |           | Jean-Claude Bouda          | MPP   | ?                           |
| Ministre de la Femme, de la Solidarité nationale et de la Famille :                     |           | Laure Zongo-Hien           | MPP   | ?                           |
| Ministre de la Communication et des Relations avec le Parlement                         |           | Remis Fulgance Dandjinou   | ?     | ?                           |
| Ministre de l'Urbanisme et de l'habitat                                                 |           | Maurice Dieudonné Bonanet  | MPP   | ?                           |
| Ministre de l'Environnement, l'Économie verte et du Changement climatique               |           | Batio Nestor Bassière      | MPP   | ?                           |
| Ministre de la Culture et du Tourisme                                                   |           | Tahirou Barry              | ?     | (jusqu'en 2018)             |
| Ministre de la Culture et du Tourisme                                                   |           | Abdoul Karim Sango         | PAREN | ?                           |
| Ministre des Sports et des Loisirs                                                      |           | Tairou Bangré              | ?     | ?                           |

## Ministres délégués
- Ministre déléguée auprès du ministre de l'Économie, des Finances et du Développement, chargée du Budget : Édith Clémence Yaka
- Ministre déléguée auprès du ministre des Affaires étrangères, de la Coopération et des Burkinabès de l’extérieur, chargée de la Coopération régionale et des Burkinabès de l’extérieur : Rita Solange Agnetekoum-Bogoré

## Secrétaires d'État
- Secrétaire d'État auprès du ministre de la Femme, de la Solidarité nationale et de la Famille, chargée des Affaires sociales, des Personnes vivant avec un handicap et de la Lutte contre l’exclusion : Yvette Dembélé
- Secrétaire d'État auprès du ministre de l’Économie, des Finances et du Développement, chargée de l'Aménagement du territoire : Pauline Zouré
- Secrétaire d'État auprès du ministre d’État, ministre de l’Administration territoriale, de la Décentralisation et de la Sécurité intérieure, chargé de la Décentralisation : Alfred Gouba
- Secrétaire d'État auprès du ministre de l’Enseignement supérieur, de la Recherche scientifique et de l'Innovation, chargé de la Recherche scientifique et de l'Innovation : Urbain Kouldiati